# Пономарёв, Тихон Степанович
Ти́хон Степа́нович Пономарёв (13 июня 1923, с. Красный Бор, Татарская АССР, РСФСР, СССР — 6 октября 1997, Ижевск, Удмуртия, РФ) — кузнец Ижевского металлургического завода, передовик промышленного производства, Герой Социалистического Труда (1971).

## Биография
Тихон Степанович родился 13июня 1923 года в крестьянской семье в селе Красный Бор (ныне — в Агрызском районе Татарстана). Получив неполное среднее образование, с 1941 года работал на Ижевском металлургическом заводе сначала подручным кузнеца, а затем до 1945 года — кузнецом на пятитонном штамповочном молоте. Во время войны завод обеспечивал всю оборонную промышленность Ижевска и прилегающих регионов коваными и штампованными стальными заготовками. Именно в эти непростые годы, когда рабочий день длился до 12 часов, а выходных не было вовсе, проявились лучшие качества молодого кузнеца — ответственное отношение к своему делу, стремление овладеть всеми тонкостями профессии, умение выполнять и перевыполнять трудовые задания.
После войны создал бригаду пятитонного молота, которую возглавлял до 1973 года; затем работал наладчиком кузнечно-прессового оборудования. Пономарёв являлся одним из активнейших новаторов завода: он лично внёс ряд рационализаторских предложений, в том числе при его участии была внедрена многоручьевая штамповка, позволившая получать поковки сложной конфигурации без промежуточного нагрева. А за освоение и внедрение процесса безоблойной штамповки поковок Тихон Степанович был удостоен серебряной медали ВДНХ.
В числе первых на заводе последовал примеру вышневолоцкой прядильщицы Валентины Гагановой, возглавив отстающую бригаду кузнецов и выведя её в передовые — в 1970 году бригада была удостоена звания «Лучший производственный коллектив завода». Указом Президиума Верховного Совета СССР от 26 апреля 1971 года «за выдающиеся достижения в выполнении заданий восьмой пятилетки и внедрении новой техники» Пономарёву Тихону Степановичу было присвоено звание Героя Социалистического Труда с вручением ордена Ленина и золотой медали «Серп и Молот».
Помимо производства занимался также общественной работой: под началом Тихона Степановича в школах передового опыта им были обучены десятки кузнецов его цеха и родственных предприятий, избирался членом цехового и заводского комитетов профсоюза, а с 1971 по 1976 годы был членом Центрального Комитета отраслевого профсоюза.
Скончался 6 октября 1997 года  был похоронен в Ижевске.